# Nationaal Herbarium Nederland

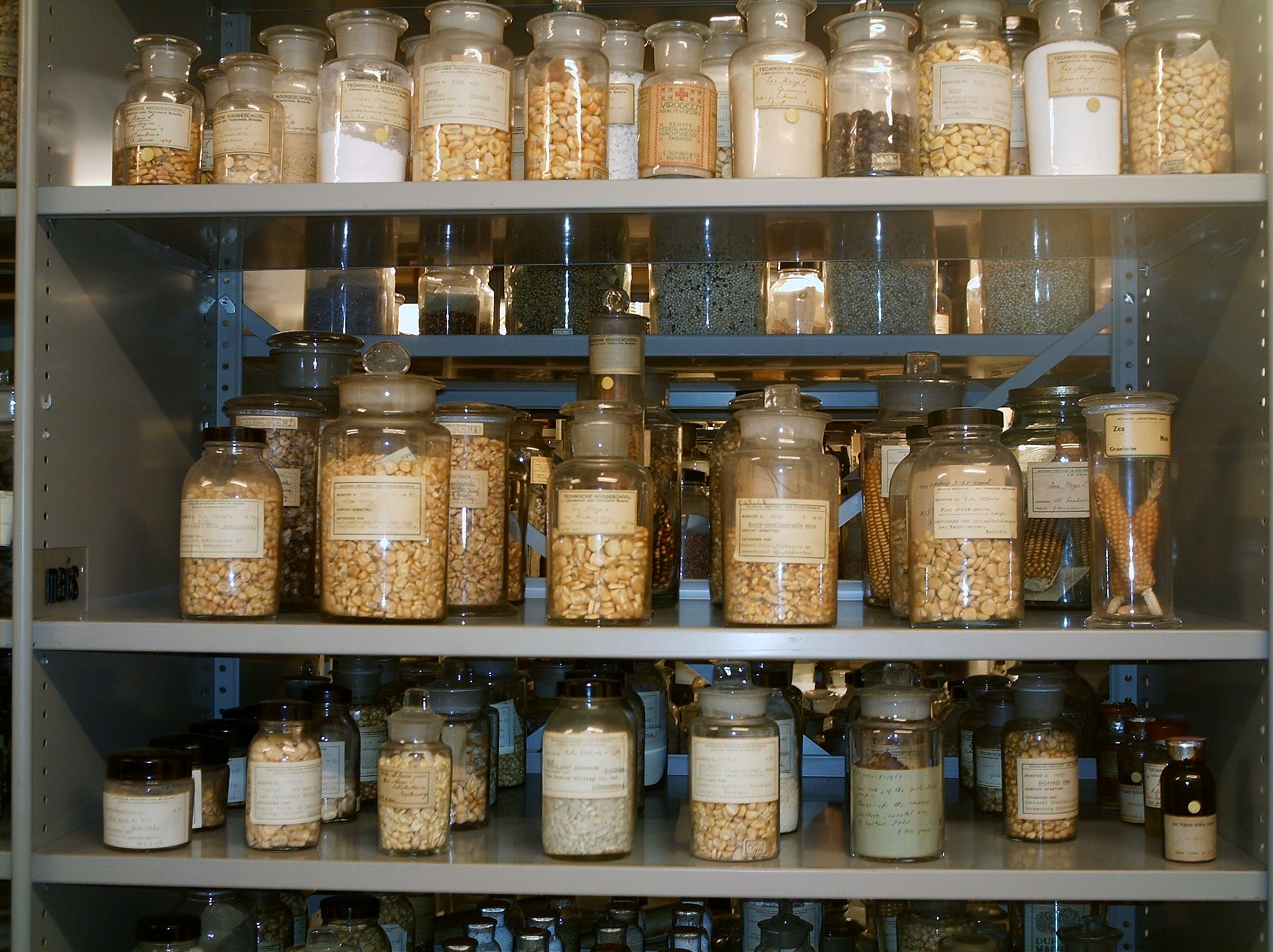
Getreide und Samen aus der Sammlung des Nationalherbariums in Leiden im Jahr 2007

Das Nationaal Herbarium Nederland (NHN) ist ein Herbarium, das 1999 aus dem Zusammenschluss der ehemaligen Herbarien in den Niederlanden entstand. Es war dezentral mit drei Zweigstellen organisiert, dem  Rijksherbarium in Leiden, dem Botanisch museum en herbarium in Utrecht und dem Herbarium vadense in Wageningen. Heute ist es eine Abteilung des Naturalis Biodiversity Center. Mit einer Gesamtsammlung von etwa 5,5 Millionen Objekten gehört es zu größten Herbarien in Europa und in der Welt.
Der letzte wissenschaftliche Direktor war der Belgier Erik Smets, der im September 2005 die Nachfolge von Pieter Baas antrat. Das Herbarium ist für eine Reihe von Publikationen verantwortlich, darunter die botanischen Zeitschriften Blumea und Gorteria (in Zusammenarbeit mit der Stichting Floron) und die mykologische Zeitschrift Persoonia (in Zusammenarbeit mit dem Westerdijk Fungal Biodiversity Institute). Ferner gibt das Herbarium die Schrift Flora Malesiana heraus.
Das Herbarium der Universität Utrecht geht auf das Jahr 1816 zurück. Die Sammlungen umfassten über 800.000 Herbarbelege und 40.000 Holzproben, hauptsächlich aus der Neotropis.
Im Jahr 2008 setzte die Universität Utrecht einen 2005 gefassten Beschluss um, sich aus dem Nationalen Herbarium der Niederlande zurückzuziehen, alle sammlungsbezogenen Aktivitäten einzustellen und ihr Herbarium zum 1. Juni des Jahres zu schließen.
Die Sammlungen verblieben in den Niederlanden. Im Vorfeld der Gründung des Museums Naturalis wurden die Objekte des ehemaligen Utrechter Herbariums in enger Zusammenarbeit mit dem Ministerie van Onderwijs, Cultuur en Wetenschap in die Obhut des Nationaal Natuur Historisch Museum Naturalis gegeben. In den ersten Monaten des Jahres 2009 wurden die Sammlungen nach Leiden verlegt und dort im Museum Naturalis und im Nationaal Herbarium Nederland – Zweigstelle der Universität Leiden untergebracht.
Am 28. Januar 2010 wurden das Nationaal Natuurhistorisch Museum Naturalis, das Zoölogisch Museum Amsterdam und das Nationaal Herbarium Nederland zum Nederlands Centrum voor Biodiversiteit (NCB Naturalis) (seit 2012 Naturalis Biodiversity Center) in Leiden zusammengelegt und die einzelnen Sammlungen zusammengeführt.
Das heutige Herbarium ist dem Council on Botanical and Horticultural Libraries (CBHL) angeschlossen, einer internationalen Organisation von Einzelpersonen, Organisationen und Institutionen, die sich mit der Entwicklung, Pflege und Nutzung von Bibliotheken für botanische und gärtnerische Literatur befassen. Die Zweigstelle Leiden ist auch Mitglied der European Botanical and Horticultural Libraries Group (EBHL), einer Organisation, deren Ziel es ist, die Zusammenarbeit und Kommunikation zwischen den Mitarbeitern von botanischen und gartenbaulichen Bibliotheken, Archiven und verwandten Einrichtungen in Europa zu fördern.
Zu den Veröffentlichungen des NHN zählen die Standaardlijst van de Nederlandse Flora sowie die Wachtkamer- en standaardlijstsoorten. Dabei handelt es sich um Pflanzen, die in den Niederlanden neu eingeführt wurden und voraussichtlich in der nächsten Standardliste aufgeführt werden.